# Damaged (album)
Pour les articles homonymes, voir Damaged.
Albums de Black Flag
Six Pack
(1981) TV Party
(1982)
Damaged est un album de Black Flag, sorti en 1981.

## L'album
MCA Records refuse la publication de l'album jugé trop immoral et c'est alors le label de Ginn, SST, qui le prend en charge. Il est considéré comme un des albums les plus enragés et provocateurs de tous les temps. En 2003, Rolling Stone le place à la 340e place de sa liste des 500 plus grands albums de tous les temps. Pitchfork le classe lui à la 25e place de son top 100 des albums de 1980. Il fait partie des 1001 Albums You Must Hear Before You Die.

### Titres
Tous les titres sont de Greg Ginn, sauf mentions.
1. Rise Above (2:26)
2. Spray Paint (Chuck Dukowski, Ginn) (0:34)
3. Six Pack (2:20)
4. What I See (Dukowski) (1:56)
5. TV Party (3:31)
6. Thirsty and Miserable (Dez Cadena, Rosa Medea, Robo) (2:06)
7. Police Story (1:30)
8. Gimmie Gimmie Gimmie (1:47)
9. Depression (2:28)
10. Room 13 (Ginn, Medea) (2:04)
11. Damaged II (3:23)
12. No More (Dukowski) (2:25)
13. Padded Cell (Dukowski, Ginn) (1:47)
14. Life of Pain (2:50)
15. Damaged I (Ginn, Henry Rollins) (3:50)

### Musiciens
- Henry Rollins : voix
- Greg Ginn : guitare électrique, voix
- Dez Cadena : guitare rythmique, voix
- Chuck Dukowski : basse, voix
- Robo : batterie, voix
- Steve Corbin : voix

### Commentaires
Le titre Spray Paint a été utilisé dans le dixième épisode de la saison 3 (Train Wreck) de la série United States of Tara. 